# Stilart
|  | For andre betydninger se Stil |
Stilart er en klassificering af stiltræk, der siden det nittende århundrede er brugt i de forskellige teorier om kunstens udvikling. Begrebet er beslægtet og ofte identisk med stilperiode, der er tæt knyttet til kunsthistorien og på trods af den manglende præcisering af, hvornår en periode begynder og slutter, et uundværligt redskab i den kunsthistoriske videnskab.

## Eksempler på stilarter
| Betegnelse                       | Alternative betegnelser                                                           | Omtrentlig tidsperiode                                 | Kort kommentar, beskrivelse eller introduktion |
| -------------------------------- | --------------------------------------------------------------------------------- | ------------------------------------------------------ | --- |
| Jellingstil                      |                                                                                   | 958                                                    | |
| Urnesstil                        |                                                                                   | 1050 - 1175                                            | |
| Romansk stil                     |                                                                                   | 1050 - 1250                                            | |
| Gotikken                         |                                                                                   | 1250- 1550                                             | |
| Renæssance                       |                                                                                   | 1540 - 1650                                            | Ordet er fransk og betyder genfødsel. Det henviser til genfødslen af antikkens kunst og arkitektur. Renæssancen opstod i Italien. Christian den 4. bragte stilen til Danmark. |
| Barok                            |                                                                                   | Europa 1640-1720 Danmark 1640-1730                     | Barokken var en kunstnerisk stilperiode i Danmark fra omkring 1640 til omkring 1730. I Europa fra 1580-1720. Ordet barok stammer fra det portugisiske "barocco" og betyder "en stor uregelmæssig perle". Barokken kendes især på den storslåede, selvsikre, kompakte og pralende stil.                                                                                       |
| Régence                          | Regencestil                                                                       | 1715 - 1730                                            | |
| Rokoko                           |                                                                                   | 1730 - 1760                                            | |
| Louis Seize                      |                                                                                   | 1760 - 1795                                            | Stilen kommer fra Frankrig og varede i 30-40 år |
| Directoire                       | Directoirestilen                                                                  | 1795 - 1804                                            | |
| Nyklassicisme                    | Romantikken                                                                       | 1760 -1860                                             | Nyklassicisme , neoklassicisme eller nyantik, er en stilretning inden for kunst, arkitektur og kunsthåndværk i Europa og Nordamerika. Retningen, der tog udgangspunkt i antikkens græske og romerske kunst, var fremherskende ca. 1750-1850. Den byggede på den tyske arkæolog Johann Joachim Winckelmanns skrifter og fundene ved udgravningerne af Herculaneum og Pompeji. |
| Empire                           |                                                                                   | 1804 - 1820                                            | |
| Biedermeier                      |                                                                                   | 1820 - 1850                                            | Forlængelse af Romantikken. Stilen stammede fra Tyskland, hvor man ønskede at undertrykke alt det negative i den menneskelige tilværelse og fremhæve alt det positive. Det var især landidyl som blev potrætteret i denne periode. |
| Klassicismen                     |                                                                                   | 1820 - 1835                                            | |
| Nyrokoko                         |                                                                                   | 1835 - 1870                                            | |
| Stilblanding                     | Historicisme                                                                      | 1850 - 1920                                            | |
| Symbolisme                       |                                                                                   | 1890-1910                                              | |
| - Jugendstil                     | Art Nouveau Modern Style, Belle Époque, Skønvirke, Liberty-stil, Arts and Crafts. | Europa 1896-1910. Danmark 1900-1915.                   | Formsprog, der arbejder meget med kurvede former, inspireret af naturens former. På dansk hedder stilen Skønvirke. |
| Ekspressionisme                  |                                                                                   | 1920-1930                                              | Stammer fra det franske ord for "udtryk". Stilen kredser omkring brugen af dynamiske bevægelser og farvepalleter. |
| Modernisme                       |                                                                                   | 1945-1960                                              | Bevægelse efter 2. verdenskrig, hvor eksistentialisme dyrkes, hvilket har stor betydning indenfor litteraturen, da den episke fortælling er "død" og nu skal folkets egne meninger meninger og valg fortælles. |
| Optakt til funktionalisme        |                                                                                   | 1910 - 1920                                            | |
| Neue Sachlichkeit (Ny saglighed) |                                                                                   | 1920-1930                                              | Kunstnerisk stilperiode i Europa. |
| Funktionalisme                   | Minimalisme                                                                       | 1920 - 1975                                            | I funktionalismen (også kaldes funkis i arkitekturen) er det funktionen, der bestemmer formen. Unødvendig pynt undgås. Især bevægelser som De stijl og Bauhaus vandt stort frem i mellemkrigstiden. |
| Humanisme (?)                    |                                                                                   |                                                        | |
| Realisme                         |                                                                                   | I Europa 1840-1870. I Danmark 1860-1880.               | |
| - Naturalisme                    | Det Moderne Gennembrud                                                            | I Frankrig ca. 1850-1874. I andre lande lidt forsinket | Modbevægelse til Romantikken, hvor man beskrev naturen og mennesket med biologisk viden, i stedet for den mere mytiske tradition med besjæling. Menneskelig seksualitet blev også belyst. |
| - Impressionisme                 |                                                                                   | 1870-1900                                              | Stammer fra det franske ord for "indtryk". Stilen startede med en gruppe af malere centreret i Paris, hvor lysets betydning for former og farver skulle iagttages og beskrives i øjeblikket stund. |
| - Postimpressionisme             |                                                                                   |                                                        | |
| - Kubisme                        |                                                                                   | o. 1910                                                | Kubisme er en kunstnerisk stilperiode udviklet mellem 1908 og 1912 i et samarbejde mellem Pablo Picasso og Georges Braque. Ideen bag kubisme var at beskrive objektet fra flere sider på én gang, stik imod perpektivlæren. Det tredimensionelle rum ophæves og beskriver motivet frem for et naturalistisk udtryk.                                                          |
| - Futurisme                      |                                                                                   | ca. 1910-1915                                          | Bevægelse som startede i Italien. Stilen var en fascination af fremtiden og alt det ukendte den kunne bære med sig. |
| - Dadaisme                       |                                                                                   | 1916 - 1924                                            | Bevægelse som startede i Østrig og fik dernæst stor betydning for kunstnere i både Tyskland og Frankrig. Man dyrkede det meningsløse i tilværelsen og alt hvad der reelt ingen mening gav. Det var en af de første stilarter som blev benyttet i filmmediet, som stadig var nyt for mennesket dengang.                                                                       |
| - Konstruktivisme                |                                                                                   |                                                        | |
| - Surrealisme                    |                                                                                   | Europa 1924 - Danmark 1930 -                           | Surrealisme er en kunstnerisk stilperiode i Europa 1924-. I Danmark 1930-. Kunstretningen gengiver det underbevidste symbolsk. |
| - Eksistentialisme               |                                                                                   |                                                        | |
| - Spontanismen                   |                                                                                   | Europa 1945- Danmark 1957-                             | |
| - Art deco                       |                                                                                   | 1920-1940                                              | Fransk stil, hvor man gjorde en dyd af de dekorerede og det ekstravangente. |
| Postmodernisme                   |                                                                                   | 1960 →                                                 | |